# Scorpion (Panzer)

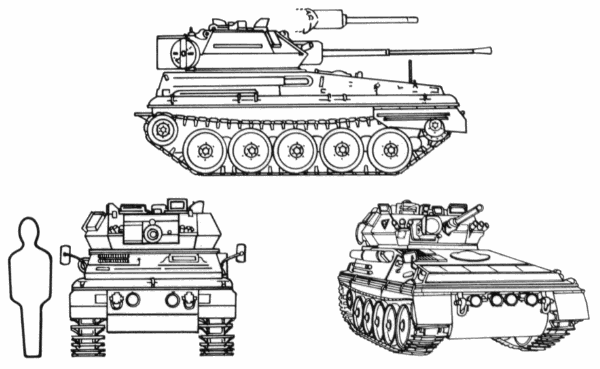
Scorpion-Familie

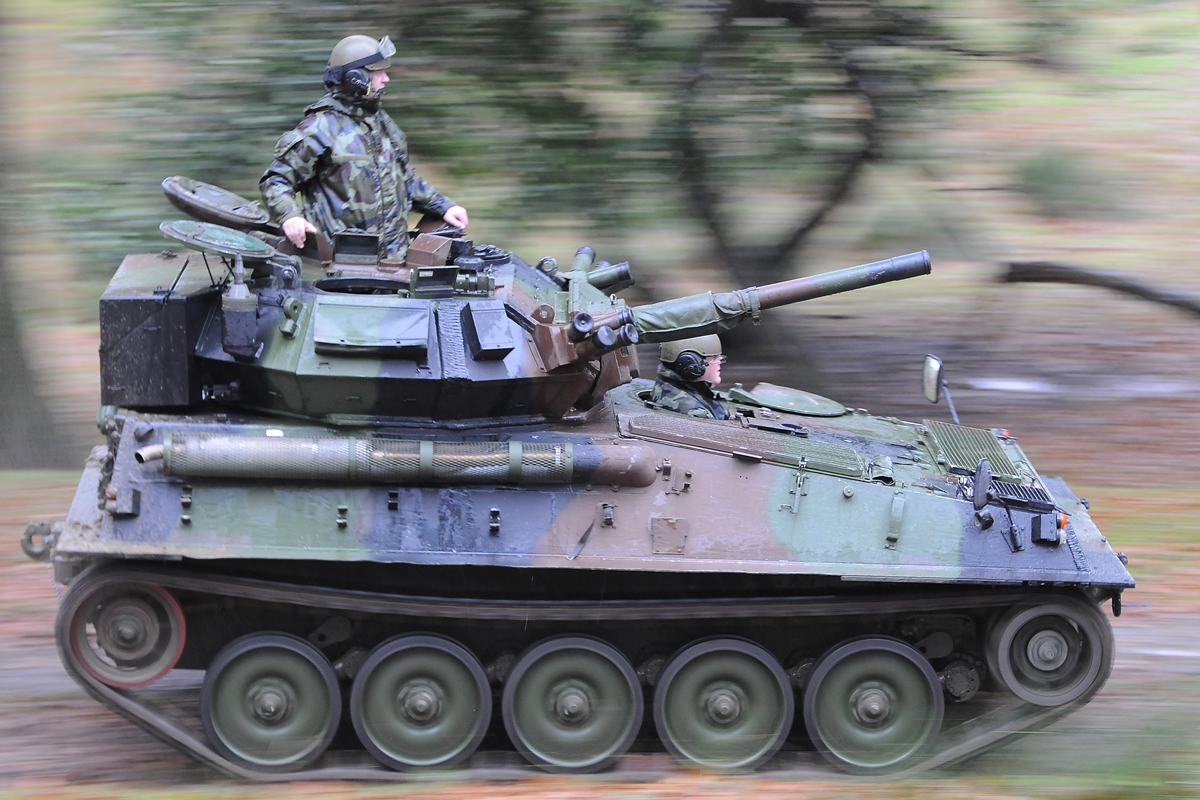

Der Scorpion ist ein leichter Spähpanzer, der ab 1972 in England von Alvis hergestellt wurde. Neben Großbritannien haben 1974 Belgien und eine Reihe weiterer Staaten vor allem in der dritten Welt den Scorpion eingeführt. Am 26. Januar 2002 erreichte ein Scorpion auf der Teststrecke der Firma QinetiQ eine Spitzengeschwindigkeit von 82,23 km/h, damit war er seiner Zeit der schnellste Panzer. 

## Geschichte und Technik
Der Scorpion löste den Radpanzer Saladin ab. Sein Leergewicht beträgt nur etwa acht Tonnen, da die Panzerung aus einer Aluminium-Zink-Magnesium-Legierung besteht. Im Falklandkrieg kämpfte das britische Regiment Blues and Royals mit vier Scorpion- und vier Scimitar-Panzern.

## Scorpion-Familie
Auf Basis des CVR(T) Scorpion entstand in Folge eine Panzerfamilie aus verschiedenen Modellen für unterschiedliche Aufgabenbereiche.
- FV101 Scorpion: Späh- und Infanterieunterstützungspanzer mit 76-mm-Kanone (L23A1)
- FV102 Striker: Raketenjagdpanzer zur Panzerabwehr, bewaffnet mit Swingfire-Panzerabwehrraketen
- FV103 Spartan: Schützentransportpanzer
- FV104 Samaritan: Sanitätspanzer
- FV105 Sultan: Befehlsstand- und Führungspanzer
- FV106 Samson: Bergepanzer
- FV107 Scimitar: Späh- und Infanterieunterstützungspanzer mit 30-mm-Rarden-Schnellfeuer-Kanone
- Scorpion 90: Späh- und Infanterieunterstützungspanzer mit einer 90-mm-Cockerill Niederdruck-Kanone (Mk3M-A1)
- FV 721 Fox Combat Vehicle: Umbau des Scimitar zum Radpanzer

## Einsatz in verschiedenen Armeen
- Belgien (Belgisches Heer) (701 Scorpions)
- Botswana (36 Scorpions)
- Brunei (Tentera Darat Diraja Brunei) (19 Scorpions + 2 Sultans)
- Chile (Infantería de Marina) (30 Scorpions)
- Honduras (15 Scorpions + 3 Scimitars)
- Indonesien (121 Scorpions)
- Iran (80 Scorpions)
- Irland (Irisches Heer) (14 Scorpions)
- Jordanien  (80 Scorpions)
- Lettland (Lettisches Heer) (123 Scorpions)
- Malaysia (Tentera Darat Malaysia) (26 Scorpions)
- Neuseeland (26 Scorpions)
- Nigeria (100 Scorpions + 5 Scimitars)
- Oman (60 Scorpions)
- Philippinen (42 Scorpions)
- Spanien (17 Scorpions)
- Tansania (40 Scorpions)
- Thailand (154 Scorpions)
- Togo (12 Scorpions)
- Venezuela (80 Scorpions)
- Vereinigtes Königreich (1500 Scorpions  + 318 Scimitars)
  -  British Army
  -  Royal Air Force